# Lotnisko Rugia
Lotnisko Rugia (IATA: GTI, ICAO: EDCG) – lotnisko położone 8 kilometrów na południe od Bergen auf Rügen, na wyspie Rugia, w kraju związkowym Meklemburgia-Pomorze Przednie, w Niemczech.